# Streptocarpus gonjaensis
Streptocarpus gonjaensis är en tvåhjärtbladig växtart som beskrevs av Engler. Streptocarpus gonjaensis ingår i släktet Streptocarpus och familjen Gesneriaceae. Inga underarter finns listade i Catalogue of Life.